# Gu Guangming
Gu Guangming (古广明S, Gǔ GuǎngmíngP; Shaoguan, 31 gennaio 1959) è un allenatore di calcio ed ex calciatore cinese, di ruolo centrocampista.

## Carriera

### Club
Ha giocato nella prima divisione cinese con il Guangdong, vincendo anche due campionati; dopo una stagione nella quarta divisione tedesca con il Coblenza, tra il 1987 ed il 1992 ha totalizzato complessivamente 108 presenze e 8 reti nella seconda divisione tedesca con il Darmstadt.

### Nazionale
Ha partecipato alla Coppa d'Asia 1980 ed alla Coppa d'Asia 1984.

## Palmarès

### Club

#### Competizioni nazionali
- Campionato cinese: 2

Guangdong: 1979, 1983